# Deeper (EP de Delirious?)
DeEPer es un EP de la banda británica de rock Delirious?. Fue lanzado el 3 de noviembre de 1997 alcanzando la posición #36 en las listas del Reino Unido.

## Lista de canciones
1. "Deeper" (Radio versión)
2. "Summer of Love"
3. "Touch"
4. "Sanctify" (Live @ Wembley)

| Listas           | Posición |
| ---------------- | -------- |
| UK Singles Chart | 36       |